# 파블롭스키구 (상트페테르부르크)

파블롭스키 구 지도 (1995년 — 2005년)

파블롭스키구(러시아어: Павловский район)는 상트페테르부르크에 위치한 행정 구역이다. 1995년 - 2005년까지 상트페테르부르크의 중심지였다. 중심지는 파블롭스크이다. 2005년에 일부 지역이 푸시킨스키 구에서 분리되어 파블롭스키 구로 통합되었다.

## 행정 구역
- 파블롭스크(Павловск)
- 탸를레보(Тярлево)